# Qualificazioni al campionato mondiale maschile di pallavolo 2014 (CEV)
Le qualificazioni per il campionato mondiale di pallavolo maschile 2014 dell'Europa mettono in palio 8 posti per il campionato mondiale di pallavolo maschile 2014. Delle 56 squadre europee appartenenti alla CEV e aventi diritto di partecipare alle qualificazioni, ne partecipano 40. Non partecipò la Polonia, già qualificata in quanto paese ospitante.

## Squadre partecipanti
Le squadre classificate dal secondo al tredicesimo posto del ranking CEV sono ammesse direttamente alla terza fase.
| - Albania (38) - Austria (21) - Azerbaigian (32) - Belgio (17) - Bielorussia (25) - Bosnia ed Erzegovina (30) - Bulgaria (3) - Cipro (37) - Croazia (26) - Danimarca (29) | - Estonia (16) - Finlandia (8) - Francia (7) - Germania (6) - Grecia (18) - Irlanda del Nord (46) - Islanda (40) - Israele (23) - Italia (5) - Lettonia (21) | - Lussemburgo (35) - Macedonia (32) - Moldavia (34) - Montenegro (23) - Norvegia (39) - Paesi Bassi (14) - Portogallo (12) - Rep. Ceca (13) - Romania (27) - Russia (2) | - San Marino (43) - Scozia (41) - Serbia (4) - Slovacchia (9) - Slovenia (15) - Spagna (10) - Svezia (31) - Turchia (11) - Ucraina (19) - Ungheria (28) |

## Prima fase

### Squadre partecipanti
| - Albania - Austria - Azerbaigian - Belgio - Bielorussia - Bosnia ed Erzegovina - Cipro | - Croazia - Danimarca - Estonia - Grecia - Irlanda del Nord - Islanda - Israele | - Lettonia - Lussemburgo - Macedonia - Moldavia - Montenegro - Norvegia - Paesi Bassi | - Romania - San Marino - Scozia - Slovenia - Svezia - Ucraina - Ungheria |

### Gironi
| Girone A                                             | Girone B                             | Girone C                               | Girone D                                |
| ---------------------------------------------------- | ------------------------------------ | -------------------------------------- | --------------------------------------- |
| Paesi Bassi Croazia Bosnia ed Erzegovina Azerbaigian | Slovenia Israele Ungheria Moldavia   | Estonia Lettonia Bielorussia Danimarca | Belgio Austria Romania Irlanda del Nord |
| Girone E                                             | Girone F                             | Girone G                               |                                         |
| Grecia Svezia Irlanda del Nord Islanda               | Ucraina Montenegro Macedonia Albania | Lussemburgo Cipro Scozia San Marino    |                                         |